# Schola Hungarica
Schola Hungarica énekkar  (1969 - 2011) magyar kórus amely a gregorián zene és hozzá közelálló polifon művek hangfelvételére és hangversenyszerű előadására szakosodott. 
Alapítói Dobszay László és Szendrei Janka. Az együttesnek 57 hanglemeze jelent meg. A hanglemezek a Francia Lemezakadémia nagydíját, a nyugat-berlini hanglemez-nagydíjat, a magyarországi „év hanglemeze”- és „aranylemez”-díjakat nyerték. Az együttes Magyarországon kívül Franciaországban, Olaszországban, Svájcban, Ausztriában, Németországban, Spanyolországban, Belgiumban, Luxemburgban, Libanonban, Csehországban, Szlovákiában, Romániában adott hangversenyeket.

## Története, tevékenysége
A kórust Szendrei Janka és Dobszay László, a Magyar Tudományos Akadémia Zenetudományi Intézetének tudományos kutatói és a Liszt Ferenc Zeneművészeti Egyetem oktatói hozták létre Rajeczky Benjamin támogatásával. Mindhárman szakemberei a gregorián kutatásnak, könyvek, cikkek, kongresszusi előadásaik tanúskodnak erről.
Lemezműsoraik a középkori kódexek anyagából válogatott, a kórus vezetői által átírt repertoárból állanak. Az énekelt darabok 90 %-a első közlés, így a felvételek a publikáció egy formájának is tekinthetők. A műsor a legszélesebb módon szerkesztett, mind földrajzi, mind műfaji tekintetben. A használatban lévő alapdarabokon túl a sequentia- és tropus-irodalom, a verses zsolozsmák és liturgikus játékok, a tridenti reform (XVI. sz.) óta használaton kívül került gregorián tételek, a binatim éneklés gyakorlata szerepelnek a hanglemezeken, képet adva a középkori lokális hagyományokról (egyházmegyék, szerzetesrendek, országok, régiók zenei anyagáról), amelyek jelentőségét csak az újabb tudományos kutatások tárták fel.
A korai többszólamúságból vett tételek, de a későbbi korok (reneszánsz, korai klasszika, XX. század) zenéje is szerepelt műsoraikban. A hanglemezek műsora gondosan megszerkesztett. A rövid, 2-3 perces darabok helyét, egymáshoz kapcsolódását, változatos rendjét a középkorban ugyanis a liturgia szabályozta, de  a lemezeken ez a rendezett változatosság tömörített módon idéződik fel, esztétikai és tudományos szempontok egyidejű figyelembe vételével.
A Schola Hungarica három (férfi-, női- és gyermekkari) részleggel dolgozott, a műsor sajátságainak, az egyes programok felépítésének megfelelő módon. Az előadási ideál: a világos hangzás, élénk és a zenei felépítést érvényesítő formálás, Tempóik élénkebbek a szokásosnál. A fő- és mellékhangok megkülönböztetése a zenei forma világosabb, nagyvonalúbb érvényesítését segíti: mindez tudományos megfontolások és a vezetők zenei tapasztalata alapján. Népzenekutatók is lévén, az eredeti felvételeken tanulmányozott monodikus énekkultúra is inspirációs forrásuk volt. Ezzel a történelmi hitelesség kibővített értelmezését valósították meg.
A kórus az utolsó lemezfelvételt követően ― két hónappal Dobszay László halála előtt ― feloszlott.

## Hanglemezfelvételeik
Felvételek listája